# Claudy M’Buyi
Claudy M’Buyi Kabamba (* 3. Juni 1999 in Kinshasa, DR Kongo) ist ein französischer Fußballspieler.

## Karriere
M’Buyi begann seine Karriere bei Stade Laval. Zur Saison 2016/17 rückte er in den Kader der Reserve von Laval, für die er fortan in der CFA 2 spielte. Im August 2017 debütierte er im Coupe de la Ligue für die erste Mannschaft von Laval, dies sollte zugleich sein einziger Einsatz für ebenjene bleiben. Nach 27 Fünftligaeinsätzen für Laval B schloss er sich zur Saison 2019/20 dem Viertligisten Jura Sud Foot an. Für Jura Sud absolvierte er insgesamt 51 Viertligaspiele, in denen er 15 Tore erzielte.
Zur Saison 2022/23 wechselte M’Buyi zum Drittligisten FC Villefranche. Insgesamt kam er für Villefranche zu 47 Einsätzen in der National, aus der das Team aber 2024 abstieg. Zur Saison 2024/25 wechselte er daraufhin zum österreichischen Zweitligisten SKN St. Pölten, bei dem er einen bis 2026 laufenden Vertrag erhielt. Sein Debüt in der 2. Liga gab er im August 2024, als er am ersten Spieltag jener Saison gegen den Floridsdorfer AC in der Startelf stand. Für St. Pölten kam er bis Saisonende zu 24 Zweitligaeinsätzen, in denen er 21 Tore erzielte. Damit wurde der Franzose in seiner ersten Profisaison direkt Torschützenkönig.
Zur Saison 2025/26 wechselte M’Buyi zum Bundesligisten SK Rapid Wien, bei dem er einen bis 2028 laufenden Vertrag erhielt.

## Erfolge
- Torschützenkönig der 2. Liga: 2025